# 最愛女人購物狂
《最愛女人購物狂》是2006年上映的賀歲片，由張栢芝、劉青雲、陳小春、官恩娜及徐小鳳主演的電影，導演為韋家輝，由中國星集團出品。
此片為張栢芝在中國星集團拍攝的最後一部電影，之後便結束與中國星集團的7年賓主關係。

## 內容簡介
劇中題材集中於這種女人「天性」和被消費社會極力傳播的「流行症」，連男人也愈來愈受到傳染。此片的漫畫式諷刺性當然很誇張，但顯然可以引起通俗的共鳴。片中有女購物狂、男購物狂、豪華購物狂和廉賤購物狂，妙在還有孤寒財主，選擇恐懼症患者、暴食渴睡狂、粗口麻雀狂，以及能醫不自醫的心理專家。顯出高壓城市幾乎人人有精神疾病，又凑成錯有錯着的瘋狂情緣。

## 標題字樣
最初本片在宣傳期間曾被名牌LV控告抄襲。由於本片標題中「女人」的字樣與LV的標誌相似，亦相似於中國數字「五」字（即是：《最愛五人購物狂》），而標題附近的圖案都與LV產品上的圖案相似，所以本片的標題字樣曾更換過一次。

## 角色
- 張栢芝 - 方芳芳
- 劉青雲 - 李簡仁
- 陳小春 - 何窮富
- 官恩娜 - 丁叮噹
- 徐小鳳 - 陸小鳳
- 邵美琪 - 周佳生
- 羅守耀 -
- 曾志英 - 好地地地產FC
- 王天林 - 李肥叔
- 羅家英 - 何西
- 夏春秋 - 何南
- 徐自賢 - 叮噹伴娘
- 陳逸寧 - 芳芳伴娘
- 路斯明 - 簡仁伴郎
- 郭藹明 - 百貨公司保安
- 車婉婉 - 高级燈櫃家私老闆
- 張啟樂 - 高電視台主持
- 馮鎵瀠 - 丁叮噹姊妹
- 鄧雅烽 - 丁叮噹姊妹

## 故事內容
二十六年前，一個充斥各樣名牌的百貨公司內，發現一個3個月大的棄嬰。這個棄嬰叫方芳芳，長大後竟是一個購物狂，無法控制的購物慾，令芳芳經濟陷於困境，更因此病而連番失業，芳芳痛定思痛決看精神科醫生。李簡仁是城中專醫購物狂的精神科醫生，卻是個患有選擇恐懼症的病人。剛巧簡仁的護士周佳生早產，在芳芳的協助下，簡仁和芳芳合作為佳生接生，芳芳因而接替了佳生的工作。簡仁治療芳芳的病，解決芳芳失業的問題，芳芳則為簡仁解決了在購物選擇上的問題，兩人互補不足是一對絕配。但簡仁後來遇上舊女友丁叮噹，丁叮噹與簡仁分手後變成cheap cheap cheap購物狂（廉賤購物狂），令簡仁內疚，更不知在叮噹與芳芳之間如何取捨；而芳芳則遇上同病相連的窮富。而窮富無意間與叮噹暗生情愫，最後更發生四角亂點鴛鴦。

## 外部連結
- Yahoo奇摩電影上《最愛女人購物狂》的資料（繁體中文）
- 開眼電影網上《最愛女人購物狂》的資料（繁體中文）
- 香港影庫上《最愛女人購物狂》的資料（繁體中文）
- 时光网上《最愛女人購物狂》的資料（简体中文）
- 豆瓣电影上《最愛女人購物狂》的資料 （简体中文）
- 爛番茄上《最愛女人購物狂》的資料（英文）
- AllMovie上《最愛女人購物狂》的资料（英文）
- 互联网电影数据库（IMDb）上《最愛女人購物狂》的资料（英文）